# Eva Sivertsen
Eva Sivertsen, född 8 juli 1922 i Trondheim, död 22 november 2009, var en norsk språkvetare.
Efter studier i Oslo, London och Michigan blev Sivertsen filosofie doktor 1961. Doktorsavhandlingen Cockney Phonology (1960) blev det första större verket som skrivits om Cockney. Hon arbetade som universitetslektor i engelska i Oslo 1957–1958, var sekreterare vid den 8:e internationella språkvetenskapliga kongressen i Oslo 1957 och redigerade därefter rapporten från kongressen. År 1961 utnämndes hon till professor i engelsk språkvetenskap vid universitetet i Trondheim och blev därmed den första kvinnliga professorn i ämnet i Norge. Hon lämnade posten 1992.
Åren 1975–1981 var Sivertsen rektor för universitetet i Trondheim.